# Бульдозерная революция
«Бульдо́зерная револю́ция» (серб. Булдожер револуција) в Союзной Республике Югославии — цепь событий, произошедших в 2000 году, завершившихся свержением Слободана Милошевича с поста президента СРЮ. Популярное в российской журналистике название революция получила из-за известного эпизода с бульдозером, с помощью которого митингующие штурмовали здание центрального телевидения.

## Предыстория

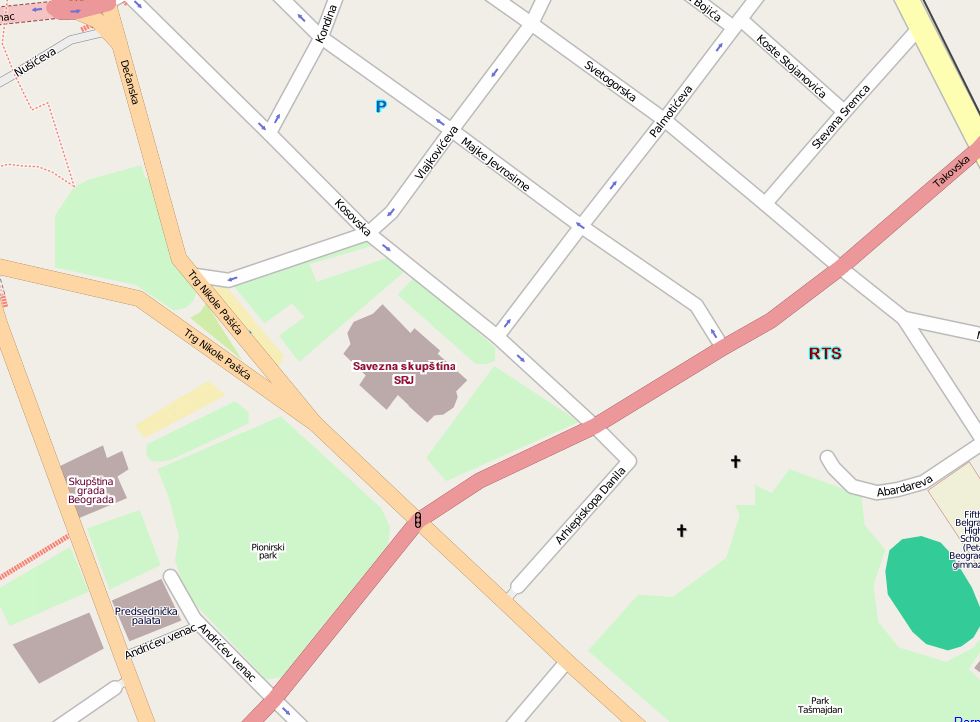
Места в Белграде, где проходили митинги (5 октября 2000)

Акции протеста начались сразу после досрочных выборов президента Югославии, прошедших 24 сентября 2000 года. Избирком объявил, что ни один кандидат не набрал минимального количества голосов, и необходимо провести второй раунд. По утверждению лидеров оппозиционного блока «Демократическая оппозиция», её кандидат Воислав Коштуница набрал больше половины голосов. Коштуница заявил также о многочисленных нарушениях, допущенных в ходе голосования. При этом в Черногории явка на голосование была минимальной (однако среди проголосовавших большинство набрал Слободан Милошевич), а в Косово Слободан Милошевич набрал большинство среди проголосовавшего сербского населения.
28 сентября Архиерейский Синод Сербской православной церкви поддержал избрание Воислава Коштуницы.

## События 5 и 6 октября
По всей стране начались протесты. К 5 октября в Белград съехались сотни тысяч митингующих. Против участников митингов силовыми ведомствами применялись спецсредства, а затем и табельное оружие. В результате столкновений между силовиками и демонстрантами последние овладели зданием парламента Югославии, а затем взяли штурмом телецентр Белграда. Именно в ходе последнего эпизода отличился Любисав Джокич, протаранивший на принадлежащем ему бульдозере ограду комплекса телецентра. По нему был открыт огонь боевыми патронами. Командиры расквартированных в столице подразделений армии и полиции вступили в переговоры с лидерами оппозиции и достигли с ними соглашения о соблюдении силовиками нейтралитета в обмен на отсутствие враждебных акций со стороны демонстрантов-противников Милошевича. Слободан Милошевич подал в отставку вечером 6 октября 2000 года.

## Участие США в подготовке революции

### Роль некоммерческих организаций
С середины 1999 по конец 2000 года американские частные и государственные организации вместе потратили около 40 миллионов долларов на поддержку сербской оппозиции, гражданских организаций и медиа-инфраструктуру. В октябре 1999 года руководитель NDI Кеннет Уоллак встретился с лидерами оппозиции в отеле в Будапеште для разработки избирательной кампании на президентских выборах. В основу были положены результаты социологического опроса, профинансированного NDI. Агентство США по международному развитию через «третьи руки» выпустило миллионы наклеек (80 тонн клейкой бумаги) против Милошевича с сжатым кулаком и лозунгом «С ним покончено», которые были расклеены по всей Сербии. Молодёжная организация «Отпор!» получила совокупно 4,8 миллиона долларов от Офиса переходных инициатив Агентства США по международному развитию, Международного республиканского института и Национального фонда демократии: деньги поступали на счёта «Отпора» за границей. Пол Б. Маккарти, сотрудник NED, провёл ряд встреч с лидерами «Отпора» в Подгорице и Будапеште. Руководитель международного направления «Отпора» Слободан Хомен вспоминал, как в июне 2000 года на встрече в Берлине Госсекретарь Мадлен Олбрайт сказала, что хочет видеть Милошевича отстранённым от власти. Также Хомен встречался в американском посольстве в Венгрии с бывшим послом США в Хорватии Уильямом Д. Монтгомери. По словам Монтгомери, «Милошевич был личным делом Мадлен Олбрайт, очень важным приоритетом. Она хотела, чтобы он ушел, и "Отпор" был готов противостоять режиму энергично и так, как другие не были готовы. Редко во что вкладывалось столько огня, энергии, энтузиазма, денег — всего — чего угодно, как в Сербию за несколько месяцев до ухода Милошевича». Сотрудник «Международного республиканского института» Дэниел Калингерт организовал семинар в отеле Hilton Budapest с 31 марта по 3 апреля 2000 года, на котором отставной полковник армии США Роберт Хелви обучил более 20 лидеров «Отпора» методам ненасильственного сопротивления.
IRI обучил 400 активистов за пределами страны, которые вернулись в Сербию и обучили ещё 15 тысяч человек для наблюдения за избирательными участками. В день выборов оппозиция смогла привлечь минимум двух обученных наблюдателей на каждый избирательный участок в Сербии. Участие каждого наблюдателя оплачивалось в 5 долларов — деньги были предоставлены Западом (в 2000 году среднемесячная зарплата в стране составляла 30 долларов). Историк Дэвид Шаймер пишет, что большинство сербов не догадывались о том, что США руководили избирательной стратегией оппозиции и финансировали создание и распространение  агитационных материалов, хотя это и не было секретом.

### Участие ЦРУ
Среди прочего, президент США Билл Клинтон поручил ЦРУ направить усилия на то, чтобы не допустить победы сербского лидера на президентских выборах. По словам американского президента, «существует смертельный порог, и Милошевич его пересёк». Винс Хоутон, ставший впоследствии историком Международного музея шпионажа сказал, что США не были намерены позволять Милошевичу оставаться у власти. Джон Сайфер, ставший начальником резидентуры в Сербии сразу же после свержения Милошевича, сказал, что Агентство потратило «определённо, миллионы долларов» на кампанию против Милошевича, организацию встреч с лидерами оппозиции за пределами страны, а также «предоставления им наличных» внутри Сербии. Также, по его словам, «многие из ключевых игроков, которые стали высокопоставленными фигурами в последующем правительстве, продолжали встречаться с нами и продолжали говорить нам, что именно наши усилия привели к их успеху». Заместитель директора ЦРУ Джон Э. Маклафлин отметил, что «я кое-что знаю об этом, но я не могу говорить об этом». Работавший на Балканах сотрудник ЦРУ Дуглас Уайз сказал, что Милошевич был «маньяком, совершавшим геноцид»; на вопрос поддерживала ли американская разведка протесты против сербского президента, он ответил, что «это было участие широкого спектра». Дэвид Шаймер приводит слова неназванного высокопоставленного чиновника американской администрации в 2000 году, который с возмущением отнёсся к откровениям бывших американских разведчиков: «я не могу говорить о том, что мы делали или не делали. Я просто не собираюсь говорить об этом... Они могут не относиться серьёзно к своим клятвам и юридическим обязательствам, но я отношусь».

## Последствия
В декабре 2000 года прошли парламентские выборы, на которых победу одержала также демократическая коалиция.
1 апреля 2001 года Слободан Милошевич был арестован в собственной резиденции по обвинению в превышении должностных полномочий и коррупции и 28 июня по инициативе Зорана Джинджича был передан Гаагскому трибуналу. Процесс по его делу так и не был закончен, поскольку 11 марта 2006 года Милошевич скончался в тюрьме.
События в Белграде называют первой из «цветных революций» наряду с революцией роз в Грузии, Оранжевой революцией на Украине и т. д.